# Flora de Canarias

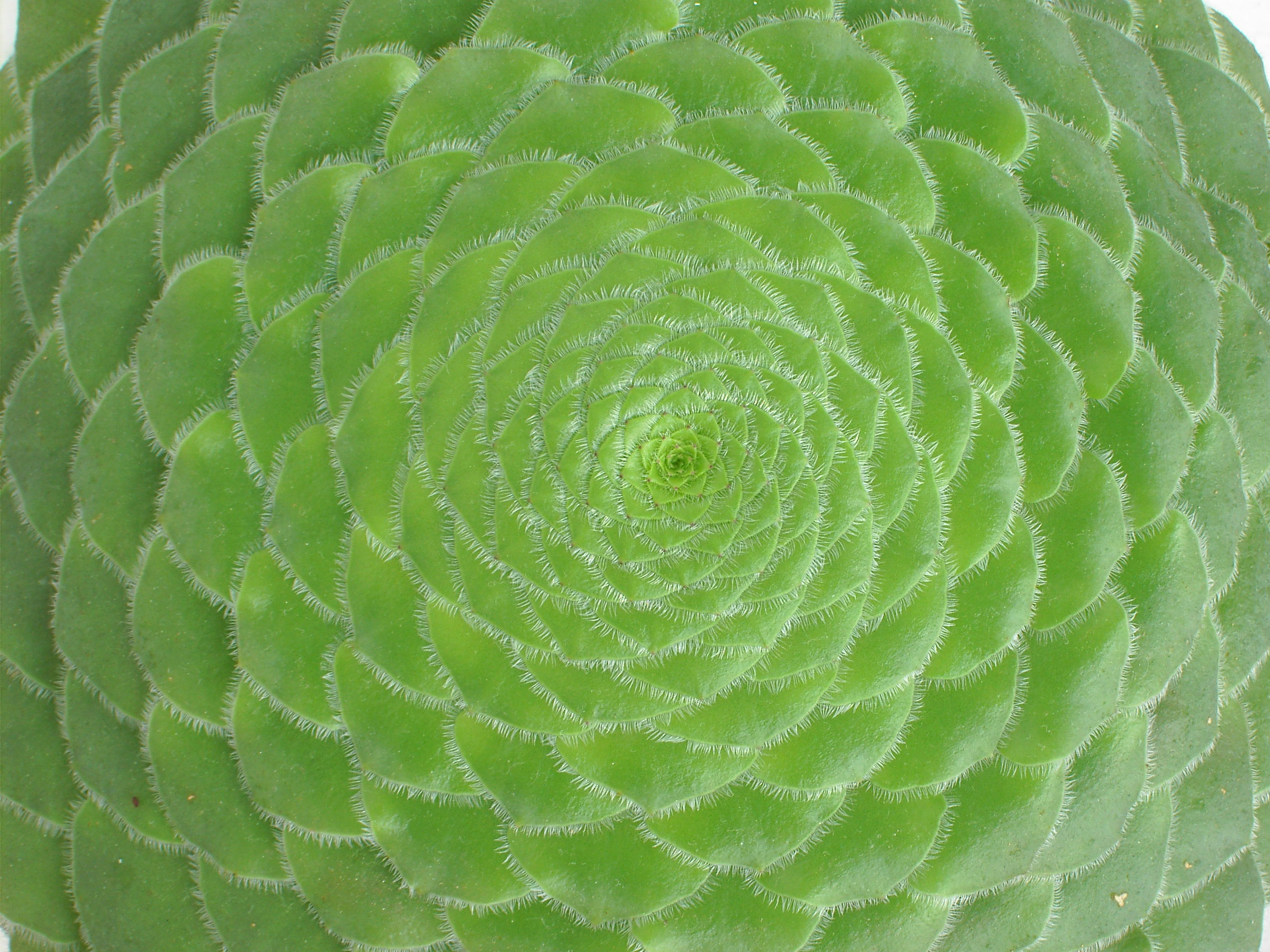
Aeonium, ejemplo de la flora autóctona canaria.

La flora de Canarias es el conjunto de especies vegetales que se pueden encontrar en estado silvestre en las islas Canarias. Comprende unas 2700 especies de plantas, de las que alrededor de 500 son endemismos canarios, otras 500 son autóctonas de la región macaronésica y el resto probablemente fueron introducidas en tiempos modernos, posteriores a la conquista de las islas

## Orígenes
La flora canaria parece tener su origen en la flora subtropical europea del final de la Era Terciaria. Los restos fósiles de numerosas especies, encontrados en la zona mediterránea europea y en el sur de Rusia, son idénticos a algunos endemismos que existen en la época actual en Canarias y Madeira. Estas especies se extinguieron en el continente al final del periodo Plioceno debido a la desaparición del clima subtropical, propio de la ribera del mar de Tetis (el actual Mediterráneo), por culpa de la glaciación que afectó al hemisferio norte y del proceso de desertización que originó el desierto del Sáhara. Sin embargo, la mayor parte de ellas (exceptuando los elementos más tropicales) pudieron sobrevivir en las islas gracias a su situación oceánica y a su característica orografía, factores que mitigaron las temperaturas extremas que habían causado la extinción de sus parientes continentales.

## Historia de la exploración y la investigación botánica
Se tiene noticia de la existencia de algunas especies botánicas originarias del archipiélago canario desde la antigüedad clásica[cita requerida], y también se las menciona en distintos libros de historia natural[cita requerida] pero no es hasta el siglo XVIII cuando se realiza una descripción moderna de ellas: el botánico sueco Carlos Linneo, padre de la botánica moderna, ya tenía conocimiento de especies como el drago (Dracaena draco) o el bicácaro (Canarina canariensis) y la primera exploración botánica de las islas fue llevada a cabo por Francis Masson, enviado del Real Jardín Botánico de Kew (Inglaterra). Masson realizó varios viajes a las Canarias en los años 1770 enviando algunas muestras de plantas y semillas a Linneo. Estos especímenes fueron denominados por el hijo del eminente botánico, Carlos Linneo el Joven, aunque la mayoría fueron enviados al jardín botánico de Kew, donde William Aiton, jardinero mayor, las denominó. También son destacables la visita a las islas del explorador y botánico alemán Alexander von Humboldt, a finales del siglo XVIII, el primero en describir las zonas de vegetación más importantes y las actividades del botánico francés Broussonet, cónsul de Francia en Tenerife.
En 1815 llegan a las islas el noruego Christen Smith y el alemán Leopold von Buch quien escribirá el primer catálogo de plantas de las islas tras la prematura muerte de Smith en el Congo. Después de este periodo llegó un momento muy importante en la Botánica de Canarias que fue la preparación y publicación, a lo largo de más de veinte años, de la Histoire Naturelle des Illes Canaries de Phillip Barker Webb y Berthelot. Durante la segunda mitad del siglo XIX varios botánicos de Europa se valieron de la labor preliminar de Webb y Berthelot y continuaron la exploración botánica de las islas: el español Ramón Masferrer y Arquimbau, el suizo Herman Christ y el alemán Carl Bolle.
A comienzos del siglo XX trabajaron intensamente en la investigación botánica de las islas: el inglés Rev. R.P. Murray y los franceses C.J. Pitard y L. Proust. En 1913, dos botánicos de Kew Garden, John Hutchinson y Thomas Sprague, visitaron las islas y a su regreso escribieron una serie de artículos sobre plantas de las islas. En los años 30,  el dublinés R. Lloyd Praeger dedicará su trabajo al grupo Aeonium de la flora suculenta de Canarias.
Ya en la segunda mitad XX hay que destacar la obra de Los ingenieros de montes L. Ceballos y F. Ortuño sobre la flora forestal de las canarias occidentales "Vegetación y flora forestal de las Canarias occidentales" ; los trabajos de Kornelius Lems y de Johannes Lid; y el papel fundamental del primer director del Jardín Canario Viera y Clavijo, Eric R. Sventenius.
Para terminar, ha de señalarse la importancia de la obra de Kunkel y la labor tan importante de David Bramwell tanto en la dirección del Jardín canario como en la investigación y en la divulgación de los conocimientos de la flora canaria. 
Por otra parte, desde la unidad de Botánica de la Universidad de La Laguna, liderada durante más cuarenta años por Wolfredo Wildpret de la Torre, se han generado desde 1969 y hasta el año 2009, un total de 1.279 trabajos publicados que dan cuenta de la enorme actividad investigadora en las siguientes líneas de trabajo: plantas vasculares, micología, botánica marina, liquenología y briología.

## Zonas de vegetación
La orografía y el clima de las islas favorece la creación de 'zonas de vegetación' o hábitats que pueden agruparse según características y especies en común. Estas zonas suelen encontrarse a altitudes más o menos definidas, aunque la altitud varía según la orientación (que influye en la pluviometría) y la orografía de la isla o zona de la isla en la que se encuentre. 
Las principales zonas son:

### Zona baja o xerofítica
Se trata de zonas con clima mediterráneo o sahariano y va desde la zona intermareal hasta una altitud que puede llegar hasta los 700m, donde se encuentra con zonas de bosque. 
Esta zona tiene una vegetación suculenta, a menudo de tabaibas y cardones o de matorral semidesértico, con aulagas, balos y plantas halófitas. Esta zona se encuentra en peligro por el avance turístico.

### Bosque termófilo
Suele ocupar las franja entre los 200 y 600m de altitud, haciendo de transición entre la zona de xerófita y la forestal propiamente dicha, teniendo un clima de tipo mediterráneo. En ella son comunes árboles que pueden vivir aisladamente o en grupos, tales como la sabina (Juniperus canariensis), el acebuche (Olea cerasiformis), el lentisco (Pistacia lentiscus).
Esta zona a menudo se encuentra muy degradada por coincidir con áreas de alta densidad poblacional.

### Bosque húmedo o monteverde

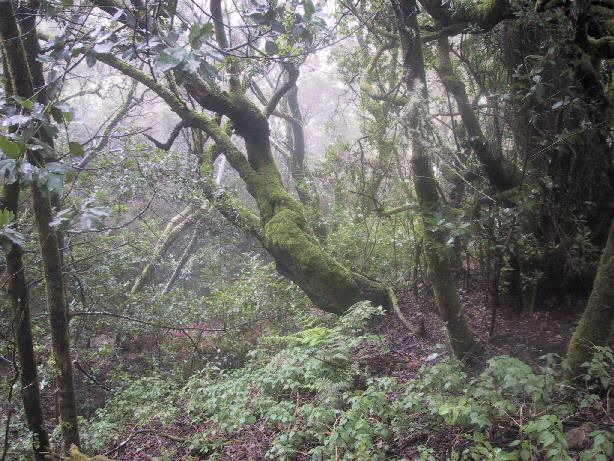
Bosque de laurisilva en La Gomera.

Esta zona suele ocupar terrenos de lluvias abundantes, ocupando mayoritariamente las zonas favorables del norte de las islas entre los 400 y 1500 metros, beneficiándose así de la humedad proporcionada por los vientos alisios al formar estos un mar de nubes. Comprende dos subtipos de bosque: la laurisilva y el fayal-brezal. 

#### Bosque de Laurisilva
Esta zona alberga especies como la loro o laurel (Laurus azorica), barbusano (Apollonias barbujana), til o tilo (Ocotea foetens) o viñátigo (Persea indica). Éstas, junto con especies de sotobosque asociadas conforman la laurisilva. 
La laurisilva es considerada una reliquia de la vegetación mediterránea de la era Terciaria o Cenozoica.

#### Fayal-brezal
Las partes menos húmedas o de transición de esta zona suelen estar ocupadas por el Fayal-Brezal, en las que domina la faya (Myrica faya) y el brezo (Erica arborea).

### Pinar
Esta zona suele encontrarse entre los 1200 y 2000 metros de altitud, existiendo en las islas de El Hierro, Gran Canaria, La Palma y Tenerife. Está dominada por la presencia del pino canario (Pinus canariensis) aunque convive en partes con arbustos como el codeso (Adenocarpus foliolosus), la jara (Cistus symphytifolius) y variedades de tomillo (Micromeria spp.). Existen también otras especies que habitan al menos algunos pinares, así como ciertos endemismos propias de esta zona.
La zona de pinar sufrió en el pasado una gran explotación y ha sido objeto de numerosas y extensas repoblaciones desde los años 50 del siglo XX.

### Alta montaña

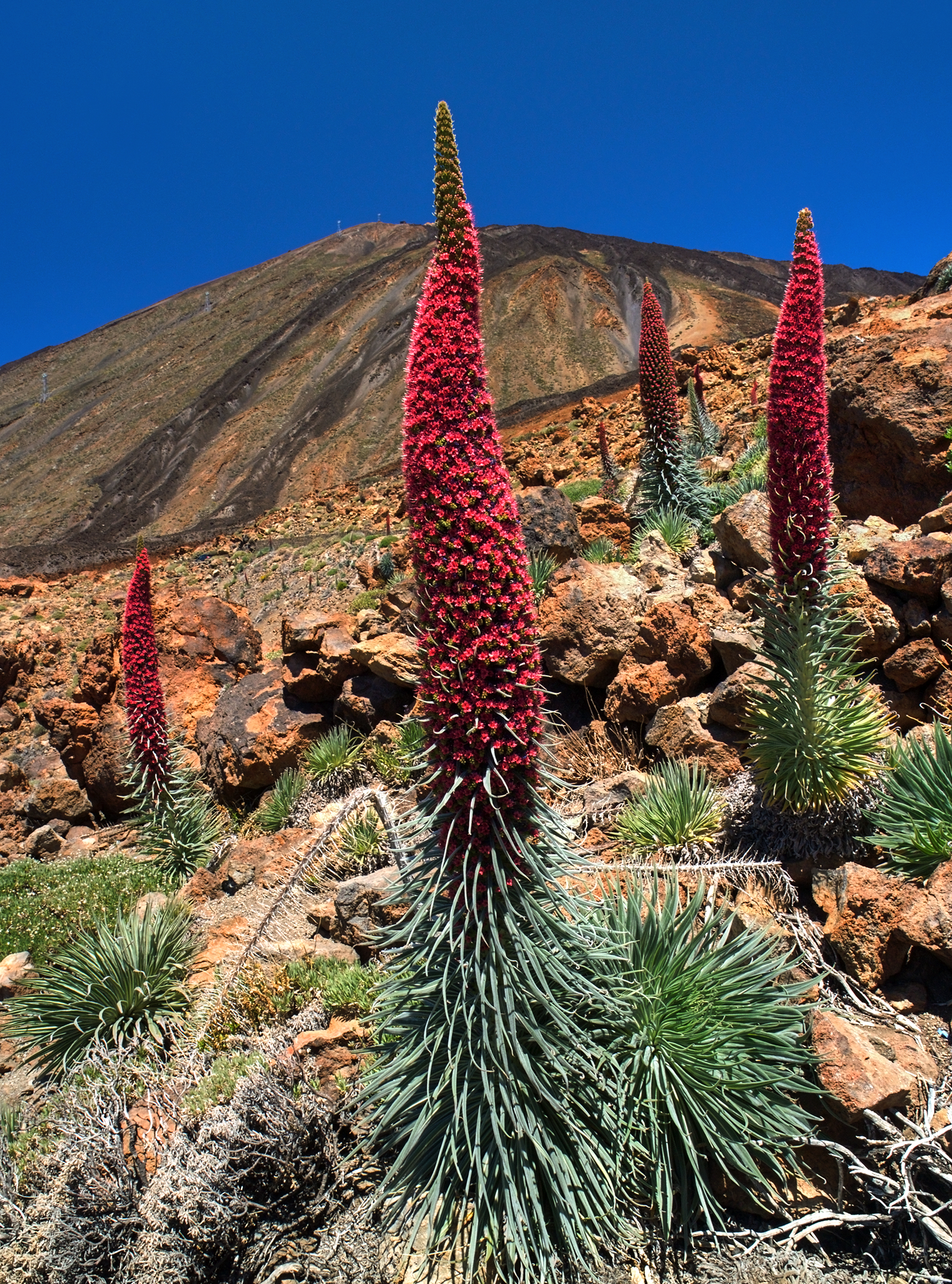
Tajinaste rojo en Las Cañadas del Teide

En las zonas más altas de Tenerife y La Palma, por encima de los 1900 metros, existen comunidades arbustivas abiertas, dominada por las leguminosas y prácticamente sin árboles, excepto escasos ejemplares de cedros (Juniperus cedrus).
Esta zona cuenta con numerosos endemismos, como el tajinaste rojo (Echium wildpretii), el alhelí del Teide, Pterocephalus lasiospermus, Pterocephalus porphyranthus, retama del Teide (Spartocysus supranubius), Genista benahoavensis, Silene nocteolens, la violeta del Teide (Viola cheiranthifolia), etc.
La zona de alta montaña de Tenerife se encuentra dentro del Parque nacional del Teide, mientras que la zona correspondiente en La Palma ocupa las partes más altas del Parque nacional de la Caldera de Taburiente.

## Símbolos vegetales de Canarias
En este aspecto, es importante mencionar que algunas especies vegetales endémicas o presentes en el archipiélago han sido establecidas por el Gobierno de Canarias como símbolos de las distintas islas y del archipiélago en su conjunto.